# Fokker F28
Fokker F28 Fellowship je mlazni putnički zrakoplov kratkog doleta nizozemske aviotvrtke Fokker.

## Dizajn i razvoj
U travnju 1962. godine Fokker je najavio izradu novog zrakoplova u suradnji s više europskih tvrtki: njemački MBB i Fokker VFW i britanska aviotvrtka ShortBrothers.
Avion je prvobitno zamišljen za prijevoz 50 putnika na udaljenost do 1.650 km. Kasnije je ipak dizajniran sa 60-65 sjedala. Iako su po dizajnu na avion trebali biti ugrađeni Bristol Siddeley BS.75 turbofen motori, prototip je poletio s lakšim Rolls-Royce "Spey Junior" motorima (pojednostavljena inačica Rolls-Royce Spey motora). 
Dizajn F-28 nalikuje na BAC 1-11 i DC-9 s kojima dijeli T-rep i smještaj motora na stražnjem dijelu trupa.  Krila imaju blago zakrivljenu strijelu s krilcima na samom vrhu, jednostavna zakrilca a petodijelne zračne kočnice (spoileri) mogu se aktivirati samo nakon slijetanja. Napadni rub krila nema predkrilca a tijekom leta se grije vrućim zrakom iz motora. 
Dijelovi aviona izrađivani su u sve tri spomenute tvrtke: Fokker je dizajnirao i izrađivao nosni dio i centralni dio trupa sa središnjim dijelom krila, njemačke tvrtke izrađivale su prednji i zadnji dio trupa te repne površine a krila su rađena u Velikoj Britaniji. Avion se sklapao na Zračnoj luci Schiphol u Nizozemskoj.

## Povijest korištenja
Prototip F28-1000 (PH-JHG) poletio je prvi puta 9. svibnja 1967. (točno mjesec dana kasnije od Boeinga 737) a njemački certifikat je izdan 24. veljače 1969. Tadašnja njemačka aviotvrtka LTU International prvi je naručitelj iako je prvi komercijalni let 28. ožujka 1969. imala nizozemska tvrtka Braathens koja je u svoju flotu uključila pet F28.
28. travnja 1971. godine poletjela je produžena inačica F28-2000 koja je mogla primiti do 79 putnika. Model je nastao produživanjem trupa F28-1000. Modeli koji su slijedili, F28-6000 i F28-5000, imali su ugrađena predkrilca, veći raspon krila, snažnije i tiše motore. F28-6000 i F28-5000 nisu imali komercijalni uspjeh i izrađeno je samo dva F28-6000 dok F28-5000 nije ušao u proizvodnju. Nakon što se F28-6000 koristio jedno vrijeme u Fokkeru, avion je modificiran na -2000 i prodan u Mauritaniju.
Najuspješnija inačica bila je F28-4000 s kojim je 20. listopada 1976. Linjeflyg ušao u redovni servis. Avion su pokretali tiši  Spey 555-15H motori, kapacitet sjedala povećan je do 85, krila su bila ojačana i imala su veći raspon, modernizirana je pilotska kabina i obnovljen je interijer putničke kabine. F28-3000, nasljednik F28-1000 imao je ista poboljšanja kao i F28-4000. 
Do gašenja proizvodnje u 1987. izrađen je 241 avion.

## Inačice
Podatci iz
- F.28 Mk 1000 - prva inačica koja je nastala na trećem prototipu. Avion može primiti do 65 putnika a pokreću ga dva Rolls-Royce RB.183-2 Mk.555-15 motora od 43,8 kN potisaka svaki.
- F.28 Mk 1000C – potpuno teretna ili putničko/teretna inačica s teretnim vratima, izvedena iz Mk 1000.
- F.28 Mk 2000 – inačica koja je poletjela 28. travnja 1971. Avion može primiti do 79 putnika. Avionom je u redovni servis u listopadu 1972. ušla  Nigeria Airways. Izrađeno je deset aviona.
- F.28 Mk 3000 - uz kraći trup od onoga na Mk 1000, jedana je od najuspješnijih inačica, s jačom konstrukcijom i većim kapacitetom goriva. Prvi korisnik ove inačice je Garuda Airlines.
- F.28 Mk 4000 - prvi prototip ove inačice s dužim trupom od onoga na Mk 2000 i 85 sjedala pojavio se 20. listopada 1976. godine. Uvećan je i raspon krila a ugrađivani su snažniji Rolls-Royce RB183 "Spey" Mk555-15P motori od 44 kN potiska. Švedska kompanija Linjeflyg počela je letjeti s ovom inačicom na kraju 1976.
- F.28 Mk 5000 – trebala je biti modificirana inačica Mk 6000, s kombinacijom kraćeg trupa Mk 3000 i povećanog raspona krila. Avion je trebao imati predkrilca i jače  Rolls-Royce "Spey" Mk555-15H motore. Iako se očekivao odličan avion za kratke piste zbog njegove superiorne snage, projekt je bio napušten a avion nije ušao u proizvodnju.
- F.28 Mk 6000 – inačica s dužim trupom od Mk 2000/4000 uz povećan raspon krila. Prvi let bio je 27. rujna 1973. a letna dozvola dobivena je u listopadu 1975.
- F.28 Mk 6600 – predlagana, nikada izrađena inačica.

## Usporedba
Podatci iz
|                    | -1000                                                   | -2000                                                   | -3000                                                    | -4000                                                    |
| ------------------ | ------------------------------------------------------- | ------------------------------------------------------- | -------------------------------------------------------- | -------------------------------------------------------- |
| Dužina:            | 27,40 m                                                 | 29,61 m                                                 | 27,40 m                                                  | 29,61 m                                                  |
| Kapacitet sjedala: | 65                                                      | 85                                                      | 65                                                       | 85                                                       |
| Raspon krila:      | 23,58 m                                                 | 23,58 m                                                 | 25,07 m                                                  | 25,07 m                                                  |
| Površina krila:    | 76,40 m2                                                | 76,40 m2                                                | 78,97 m2                                                 | 78,97 m2                                                 |
| MTOW:              | 29.485 kg                                               |                                                         | 33.110 kg                                                | 33.110 kg                                                |
| Brzina krstarenja: | 849 km/h                                                |                                                         | 843 km/h                                                 | 843 km/h                                                 |
| Dolet:             | 2.000 km                                                | 2.743 km                                                | 1.900 km                                                 | 1.025 nm                                                 |
| Visina leta:       | 10.675 m                                                | 10.675 m                                                | 10.675 m                                                 | 10.675 m                                                 |
| Motori:            | 2× Rolls-Royce Rolls-Royce Spey RB183-2 "Spey" Mk555-15 | 2× Rolls-Royce Rolls-Royce Spey RB183-2 "Spey" Mk555-15 | 2× Rolls-Royce Rolls-Royce Spey RB183-2 "Spey" Mk555-15P | 2× Rolls-Royce Rolls-Royce Spey RB183-2 "Spey" Mk555-15P |